# Terling
Terling – wieś i civil parish w Anglii, w hrabstwie Essex, w dystrykcie Braintree. Leży 10 km na północny wschód od miasta Chelmsford i 59 km na północny wschód od Londynu. W 2011 roku civil parish liczyła 764 mieszkańców. Terling jest wspomniana w Domesday Book (1086) jako Terlinga(s).